# Mentir para vivir
Sobrevivir a ti  (antes conhecida como Mentir para vivir) é uma telenovela mexicana produzida por Rosy Ocampo para Televisa e exibida pelo Las Estrellas entre 3 de junho e 20 de outubro de 2013, substituindo Qué bonito amor e sendo substituída por Quiero amarte. 
A trama é protagonizada por Mayrín Villanueva e David Zepeda, com atuações estrelarares de Adriana Roel, Nuria Bages, Felipe Nájera, Juan Carlos Barreto e Cecilia Gabriela e antagonizada por Diego Olivera, Altair Jarabo, Leticia Perdigón, Alejandro Speitzer, Mariluz Bermúdez e Luis Gatica.

## Enredo
Oriana Caligaris e José Luis Falcón são um casal mexicano, que vivem na Colômbia e têm uma filha de seis anos chamada Alina. José Luis trabalha na alfândega colombiana e um dia ele confessa a Oriana tem feito operações de contrabando, e os ganhos são depositados em uma conta em seu nome, sem o seu consentimento, por isso, está envolvido, e polícia a está procurando. A mando de José Luis, Oriana foge para o México com a filha Alina, para encontrar sua querida amiga Raquel, que junto com Lucina possui o hotel "El Descanso", em San Carlos, Sonora.
Entre os hóspedes do hotel está Don Gabriel Sánchez, um velho amigo de Lucina, sócio de uma grande fiação e tecelagem fábrica localizada em Hermosillo, Sonora. Viúvo do primeiro casamento, casou-se novamente com Lila, uma mulher ambiciosa 20 anos mais nova que ele, cujo irmão Berto é um playboy. Gabriel é pai de Ricardo, um engenheiro bem sucedido e de Sebastian, um adolescente.
Uma tarde, enquanto Don Gabriel estava com Alina um tiro é ouvido. Gabriel cai morto. Oriana corre e vê sua filha com uma pistola armada e teme que Alina tenha feito o disparo. Então Lucina toma o controle da situação e decide protegê-las, enviando-as para Guaymas, Sonora.
Quando Ricardo chega em San Carlos para recolher o corpo de seu pai e para iniciar investigações, relata-se que a principal suspeita do crime é uma jovem mulher que estava acompanhada por sua filha.
Naqueles dias, Inés Valdivia, uma jovem estranha e solitária se hospeda no hotel, e morre de repente. Sempre inteligente, Lucina aproveita a oportunidade para que Oriana assuma com documentos falsos a identidade de Inês e assim a salvaria tanto da investigação de contrabando, quanto pelo assassinato de Don Gabriel. Oriana tenta rejeitar, mas não tem escolha senão "mentir para viver".
A vida de Oriana continua a mudar quando ela descobre que José Luis morreu em uma perseguição com a polícia.
Semanas depois, aparece no hotel um investigador enviado pela Sra. Paloma Aresti, uma mulher rica que está à procura de sua única neta e herdeira, a quem ela não conhece: Inés Valdivia. Novamente oportuna, Lucina dá o retrato de Oriana ao investigador e lhe diz que ela é Inés; Ela também dá uma escova com uma mecha de cabelo da verdadeira Inês, com a qual fazem um teste de DNA. Oriana (agora Inés) é finalmente localizado por Paloma, que a leva para viver com ela. Lá ela conhece Ricardo, afilhado e sócio de Paloma na fábrica de fios e tecidos.
A atração entre Oriana e Ricardo é imediata, sem imaginar que há entre eles há muitos obstáculos, segredos e adversidades a serem superados. Tudo se complica ainda mais quando José Luis, que na verdade não está morto, volta ao México decidido a recuperar sua família e lutar em um jogo de mentiras e verdades, onde ao final, o amor triunfará.

## Produção
A novela teve título provisório de Mentiras de Verdad. 
O ator Alberto Estrella foi confirmado na trama para interpretar o Padre Mariano. Porém ele não pode permanecer com o personagem. Em seu lugar entrou o ator Felipe Nájera. 
María Rojo foi confirmada para interpretar a personagem Lucina. Porém a atriz também não pode permanecer na trama e foi substituída por Cecilia Gabriela.
As gravações da novela tiveram início no dia 4 de março de 2013, em Hermosillo, capital de Sonora.
A trama estrearia no dia 27 de maio de 2013. Porém dias antes, a produtora mudou de ideia e adiou a estreia pro dia 3 de junho de 2013, uma semana depois. 
Durante vários capítulos, a trama apresentou uma abertura provisória. A abertura oficial só estreou no capítulo 31, que foi ao ar em 15 de julho de 2013. 
Mariana Garza interpretou uma personagem com problemas mentais ,e que logo descobria que tinha um tumor no cérebro. O momento da morte da personagem foi bastante comovente, pois ela morreu nos braços do seu amor Ricardo (David Zepeda). A cena foi exibida no capítulo 56, em 19 de agosto de 2013. 
Dulce María faria uma participação de 3 meses na trama. Porém a participação começou a acontecer somente no capítulo 85, no ar em 27 de setembro de 2013. Ou seja, a participação durou só nos 16 últimos capítulos. 
Essa foi a segunda parceria entre Maria Zarattini e Rosy Ocampo, que já haviam realizado juntas La Fuerza del Destino.
Mentir para Vivir foi o último trabalho de Maria Zarattini, que viria a falecer alguns anos depois.

## Alteração do título
Em 2018, a empresa Televisa foi processada pelo empresário Ricardo Valader por usar, indevidamente, o título de seu livro, Mentir para Vivir (tradução: Mentir para Viver). A justiça deu razão para o autor e o grupo Televisa foi obrigado a pagar 40% da receita comercial obtida com a novela em posse deste título. 19 países retransmitiram a obra em canais, mas estavam fora do processo. A empresa tentou reavaliar a decisão, o que não surtiu o efeito. 
Em 2023, a emissora, para surpresa de muitos, adicionou a novela em seu catálogo de streaming sob novo título: Sobrevivir a Tí (tradução: Sobreviver à Ti), depois de tempos ofuscada pelo processo judicial. 

## Elenco
- Mayrín Villanueva - Oriana Caligaris de Sánchez / Inés Valdivia
- David Zepeda - Ricardo Sánchez Bretón
- Diego Olivera - José Luis Falcón / Francisco Castro
- Altair Jarabo - Raquel Ledesma
- Adriana Roel - Paloma Aresti
- Cecilia Gabriela - Lucina González de Torres
- Ferdinando Valencia - Alberto "Berto" Torres González
- Ana Paula Martínez - Alina Falcón Caligaris / Catalina Valdivia
- Leticia Perdigón - Matilde Aresti de Camargo
- Nuria Bages - Fidelia Bretón
- Alejandro Speitzer - Sebastián Sánchez Bretón
- Felipe Nájera - Padre Mariano
- Mariluz Bermúdez - Marilú Tapia Serano de Sánchez
- Mariana Garza - María Jiménez
- Juan Carlos Barreto - Rubén Camargo
- Geraldine Galván - Fabiola Camargo Aresti
- Lucas Velázquez - César Camargo Aresti
- Fabián Robles - Piero Verástegui
- Lourdes Munguía - Lila Martín de Sánchez
- Alberto Agnesi - Antonio Araujo
- Ignacio Guadalupe - Manolo López
- Claudia Ortega - Berenice
- Eric Guecha - Jorge
- Luis Fernando Peña - Eliseo
- Ignacio Casano - Mike
- Joaquim Cosío - Joaquín
- Luis Gatica - Samuel Barragán
- Mauricio García-Muela - Daniel Curiel
- Héctor Sáez - Dr. Mario Beronese
- Manuel Guízar - Benigno Jiménez
- Carla Cardona - Melissa Escalante
- Osvaldo de León - Leonardo Olvera de la Garza
- Patricio Castillo - Homero de la Garza Rivera
- Kika Edgar - Celeste Flores
- Teo Tapia - Patrick

### Participações Especiais
- Alejandro Tommasi - Gabriel Sánchez
- Laisha Wilkins - Inés Valdivia
- German Gutiérrez - Detetive Santos
- Rosa María Bianchi - Irene Betron de Sánchez
- Dulce María - Joaquina "Jaqui" Barragan
- Beatriz Moreno - Rosa Toscano Zuñiga de Barragán
- Lorena Velázquez - Sra. Carmona

## Audiência
| Horário             | # Eps. | Estreia            | Estreia           | Final                 | Final           | Posição | Temporada | Classificação geral |
| Horário             | # Eps. | Data               | Primeiro capítulo | Data                  | Último capítulo | Posição | Temporada | Classificação geral |
| ------------------- | ------ | ------------------ | ----------------- | --------------------- | --------------- | ------- | --------- | ------------------- |
| Segunda—Sexta 19:15 | 101    | 3 de junho de 2013 | 19                | 20 de outubro de 2013 | 19              | #1      | 2013      | 17                  |

Estreou com 19 pontos. Apos isso, manteve médias entre 15 e 17 pontos. Sua menor audiência é de 14 pontos, alcançada em 2 de agosto de 2013. Seu último capítulo, que teve duração de 2 horas, obteve 19 pontos de média. A trama encerrou com 16,6 pontos de média. 

## Prêmios e Indicações
| 2014 | Premios TvyNovelas |                             |                                 |          |
| 2014 | Premios TvyNovelas | Melhor telenovela           | Rosy Ocampo                     | Indicado |
| 2014 | Premios TvyNovelas | Telenovela multiplataforma  | Mentir para vivir               | Indicado |
| 2014 | Premios TvyNovelas | Melhor atriz protagonista   | Mayrin Villanueva               | Indicado |
| 2014 | Premios TvyNovelas | Melhor ator protagonista    | David Zepeda                    | Indicado |
| 2014 | Premios TvyNovelas | Melhor vilã                 | Altair Jarabo                   | Indicado |
| 2014 | Premios TvyNovelas | Melhor vilão                | Diego Olivera                   | Indicado |
| 2014 | Premios TvyNovelas | Melhor primeira atriz       | Patricio Castillo               | Indicado |
| 2014 | Premios TvyNovelas | Melhor ator juvenil         | Alejandro Speitzer              | Venceu   |
| 2014 | Premios TvyNovelas | Melhor atriz co-estrelar    | Cecilia Gabriela                | Indicado |
| 2014 | Premios TvyNovelas | Melhor ator co-estrelar     | Felipe Najera                   | Venceu   |
| 2014 | Premios TvyNovelas | Melhor atriz de reparto     | Leticia Perdigón                | Indicado |
| 2014 | Premios TvyNovelas | Melhor ator de reparto      | Juan Carlos Barreto             | Indicado |
| 2014 | Premios TvyNovelas | Melhor roteiro ou adaptação | María Zarattini Claudia Velazco | Indicado |
| 2014 | Premios TvyNovelas | Melhor direção de cena      | Benjamin Cann e Rodrigo Zaunbos | Venceu   |